# 社会復帰
社会復帰（しゃかいふっき）とは、軍隊・刑務所・病院・寺院など、一般社会から離れて生活していた者が、再度一般社会に参加することを指す。職業訓練など、社会復帰に備えたプログラムが組まれることもある。この他、犯罪被害者に対しても用いられることがある。

## 元受刑者
- 職業訓練 (受刑者等の作業)
  - The Clink (restaurant)（英語版） - アメリカで展開している受刑者用のリハビリテーション・レストラン

## 障害者

### 精神障害者
精神障害によって離職した者に対して行政が中心となり社会復帰支援事業が行われている。社会環境や後遺症などによって復帰できるかどうかが左右される上に全ての精神障害者が社会復帰を望んでいるとは言えず（反社会復帰、働かない権利）、意見の食い違いによる衝突も多い。1985年（昭和60年）、全国精神障害者家族連合会の調査によると勤めていない人のうち、ぜひ働きたいが33%、できれば働きたいが27%を占めるに対し、働きたくないが4.5%、できれば働きたくないが2.8%を占めている。
精神保健及び精神障害者福祉に関する法律（精神保健福祉法）では厚生労働大臣が全国で一つに限り精神障害者社会復帰促進センターを指定することができる。1994年（平成6年）に財団法人全国精神障害者家族会連合会（全家連）が指定された（団体は2007年（平成19年）に破産し解散している）。かつて同法第32条には通院医療費公費負担制度があり、厚生労働省社会・援護局障害保健福祉部精神保健福祉課によると在宅の精神障害者が適切な外来医療を受けられる体制を整備することにより、精神障害者の社会復帰を促進するがあった。2006年（平成18年）4月、障害者自立支援法の施行によって廃止された。
精神障害者で犯罪を起こした者を触法精神障害者と呼ぶ。特に殺人など重大な犯罪を犯した者に対して使われることが多いが、その触法精神障害者のうち精神障害で善悪の区別がつかないなど、刑事責任を問えない状態で重大な他害行為をした触法精神障害者は「心神喪失等の状態で重大な他害行為を行った者の医療及び観察等に関する法律（医療観察法）」に基づき、厚生労働大臣が指定した指定入院医療機関や指定通院医療機関にて適切な医療を提供し、社会復帰を促進されることがある。

## 犯罪被害者
犯罪に巻き込まれたことが原因で精神的・肉体的に大きなダメージなどを受けた場合や、監禁など一般社会から隔離された状況にあった場合にも、社会復帰支援が行われる場合がある。